# Anton Dostler
Anton Dostler (né le 10 mai 1891 à Munich - fusillé le 1er décembre 1945 à Aversa en Campanie) était un général d'infanterie allemande de la Wehrmacht lors de la Seconde Guerre mondiale.

## Biographie

### Carrière militaire
Anton Dostler rejoint l'armée impériale allemande en 1910 et sert comme officier subalterne dans le 6e régiment d'infanterie (de) pendant la Première Guerre mondiale. Au début de la Seconde Guerre mondiale, en 1940, il est chef d'état-major de la 7e armée. Par la suite, il  commande la 57e division d'infanterie (1941-1942), la 163e division d'infanterie (1942) et le 42e corps d'armée (1943-1944). Il est nommé commandant du 75e corps d'armée de janvier à juillet 1944, puis du 73e corps d’armée de novembre 1944 jusqu’à la fin de la guerre.

### Procès et exécution

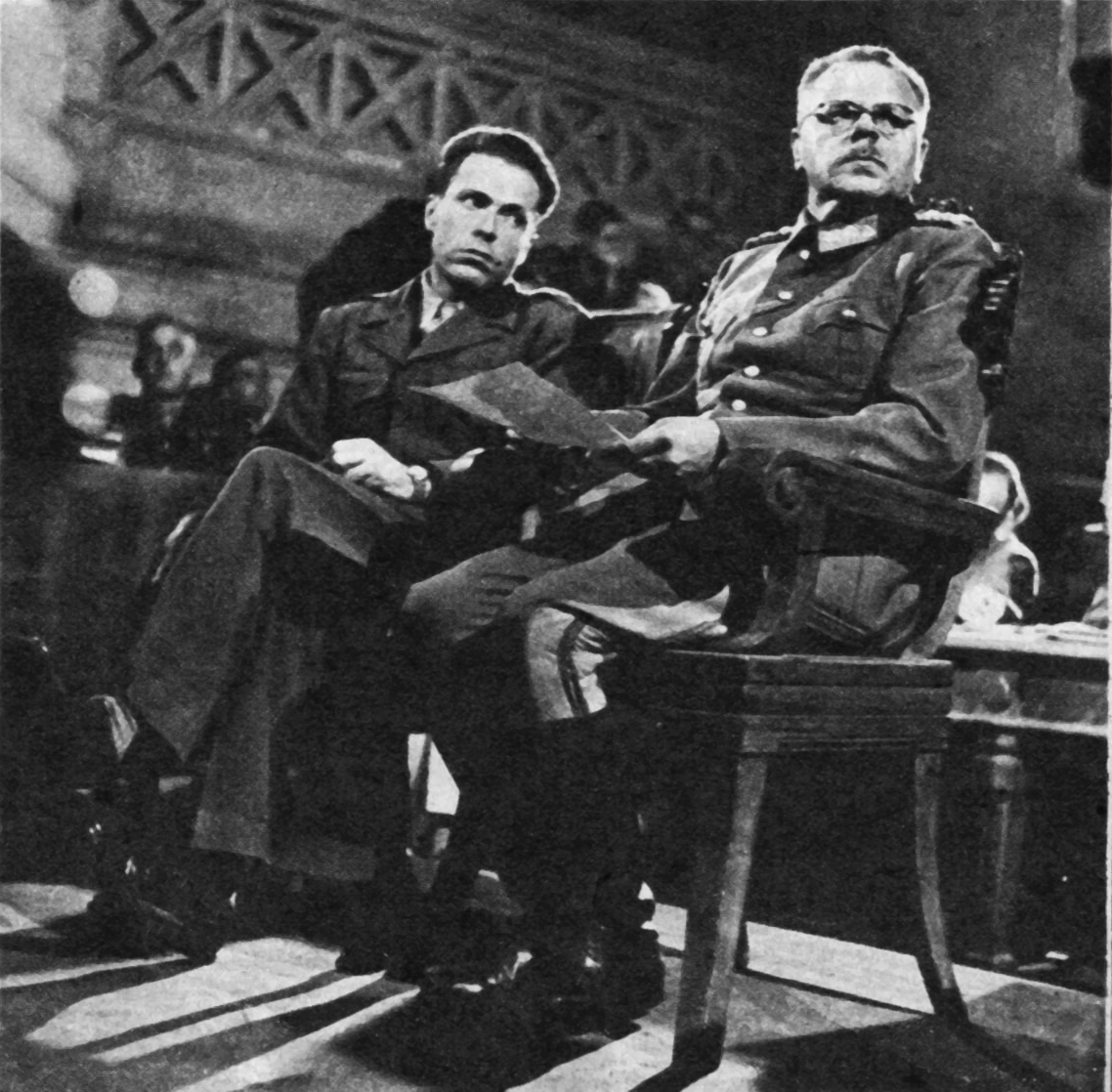
Anton Dostler lors de son procès, accompagné de son interprète Albert O. Hirschmann.

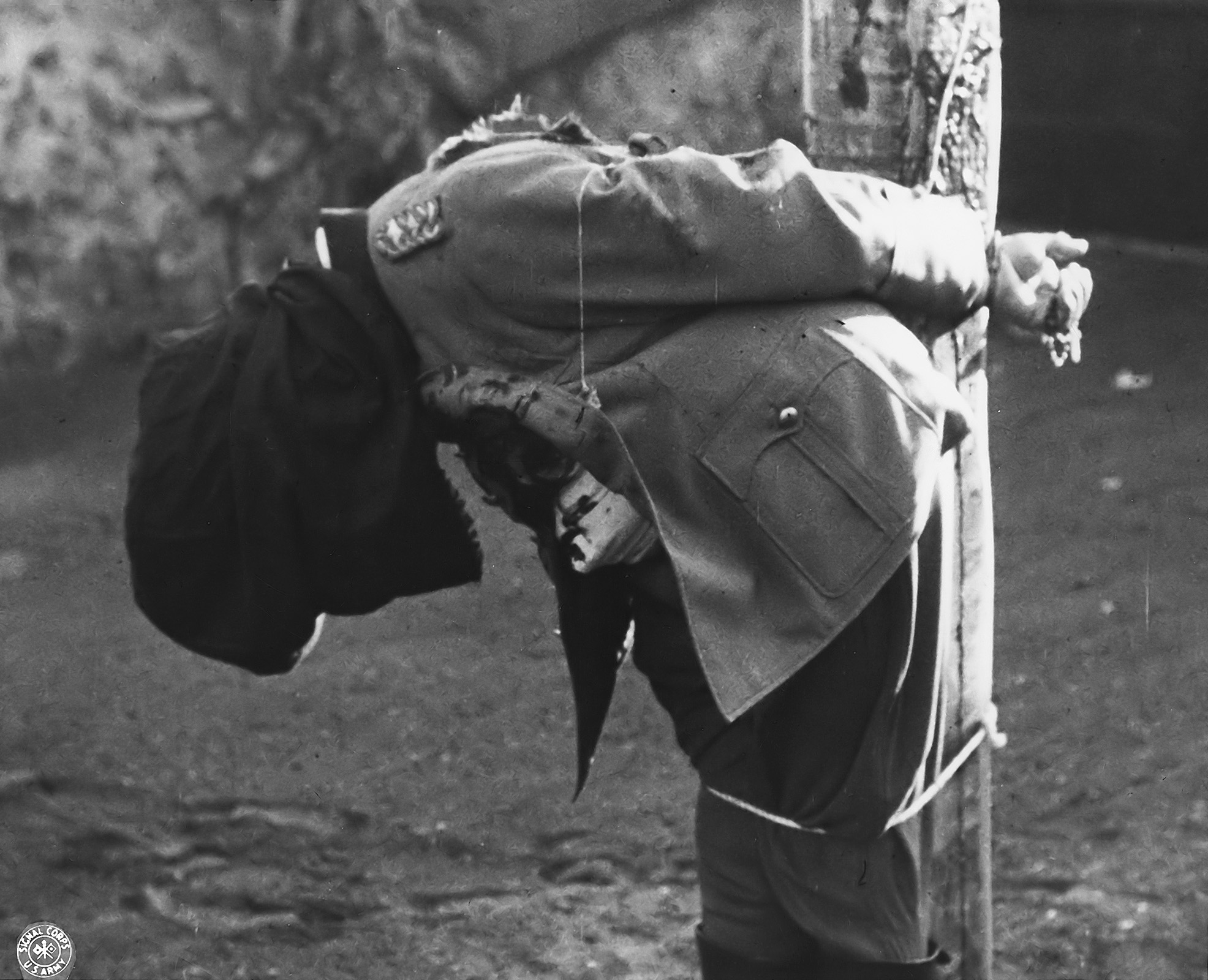
Dostler juste après son exécution

Dostler est fait prisonnier par les Américains le 8 mai 1945 et traduit le 8 octobre 1945 devant un tribunal militaire au siège du Commandement suprême des forces alliées, le palais de Caserte.
Anton Dostler est accusé d'avoir donné au colonel Kurt Almers un ordre d’exécution de 15 prisonniers américains, acte illégal selon la Convention de Genève de 1929. Dostler soutient qu’il n'a pas donné cet ordre, mais seulement transmis l’ordre de son supérieur le général Albert Kesselring, commandant des forces allemandes du Sud-Est de l’Europe. Jugé pour crime de guerre lors de ce premier procès d’après-guerre organisé par les alliés, le tribunal le condamne à la peine de mort. Son exécution a lieu le 1er décembre 1945 à Aversa, où il est fusillé par un peloton d'exécution ; celle-ci a été photographiée en noir et blanc mais aussi filmée.

#### Les faits d’après la thèse de la défense

Insigne de l’Office of Strategic Services.

Le 22 mars 1944, un commando de 15 agents secrets militaires américains (membre de l'OSS, ancêtre de la CIA) (incluant deux officiers) a débarqué sur les côtes italiennes, à l'arrière du front, avec pour mission de détruire un tunnel ferroviaire entre La Spezia et Gênes. Les membres de ce commando étaient habillés en costume civil et donnaient l'impression d'être des Italiens. Deux jours après, le commando est arrêté par des soldats italiens et allemands dépendant du commandement du général (Brigadier General) Almers. Celui-ci rend compte à son commandant du quartier général local, le général Dostler. Ce dernier considère que ce sont des saboteurs italiens ce qui le conduit, en tant que commandant de la zone militaire, à ordonner leur exécution.
Les membres du commando sont enfermés près de La Spezia et interrogés. L'un des deux officiers américains avoue leur nature de militaires américains et la raison de leur présence. L'information, confirmée par une unité des services de renseignements allemands, est transmise à Anton Dostler qui ordonne la suspension de l'exécution des 15 soldats américains désormais reconnus comme tels. Il informe alors son supérieur, le général Albert Kesselring, dont il reçoit la réponse par l'intermédiaire de son Adjudant-Général (au sens où on l'employait pendant la Révolution et l'Empire) : Kesselring ordonne l'exécution des militaires américains. Dostler indique à son Adjudant-Général de transmettre l'ordre de Kesselring à son subordonné, le général Almers.
Les membres du commando sont tous exécutés le 26 mars 1944.

## Décorations
- Croix de fer (1914)
  - 2e classe
  - 1re classe
- Ordre du Mérite militaire (Bavière) 4e classe avec glaives
- Médaille de service de la Wehrmacht 4e à 1re classe
- Médaille de l'Anschluss
- Médaille des Sudètes avec barrette du château de Prague
- Agrafe de la Croix de fer (1939)
  - 2e classe
  - 1re classe
- Médaille du Front de l'Est